# Walter Horten
Walter Horten född 13 november 1913 i Tyskland död 9 december 1998  i Baden-Baden var en tysk flygplanskonstruktör. 
Hortens intresse för flygning väcktes 1928 då han tillsammans med sina bröder byggde en rad modellflygplan. Efter att de kommit i kontakt med Alexander Lippisch arbeten med stjärtlösa flygplan, byggde de sina fullskaliga "flygande vingar" i sina föräldrars hus i Bonn.
Deras konstruktion Horten Ho II hade ett bästa glidtal på 24. Två exemplar av vingen deltog vid Wasserkuppe tävlingarna 1937, konstruktionen väckte uppmärksamhet och Luftwaffe gav finansiellt stöd till byggandet av den flygande vingen Horten Ho III, som hade en vingarea på 37,5 m2. Totalt byggdes 16 exemplar varav några var försedda med motorer.
Luftwaffe gav Horten fria händer i vidareutvecklingen av Horten Ho IV som fick ett bästa glidtal på 34. Vingen utvecklades vidare till Ho IVB som fick en tunnare vingprofil baserad på samma NACA-profil som användes av Mustang.
Med Horten Ho VI som hade en spännvidd på 24,6 meter ökade glidtalet till 43. Två exemplar byggdes. Det första testflögs i mars 1945 och visade extremt god flygprestanda. När de allierade trupperna erövrade flygfältet förstördes den ena flygande vingen på marken, medan det andra togs till Northrop fabriken i USA, där det stod som modell för en rad stora flygande vingar.
Horten Ho IX var en experimentvinge försedd med två jetmotorer tänkt för militärt bruk. 
Walter Horten pensionerades från Luftwaffe 1978, men han fortsatte sitt arbete med utvecklandet av flygande vingar.